# بیماری کلیوی مزمن
بیماری کلیوی مزمن (به انگلیسی: Chronic Kidney Disease) (CKD)، نوعی بیماری کلیوی با ازدست رفتن تدریجی عملکرد کلیه طی بازه زمانی چند ماهه الی چند ساله می‌باشد. به‌طور کلی در ابتدا هیچ نشانه‌ای وجود ندارد؛ اما بعد، نشانه‌هایی چون ورم پا، احساس خستگی، بالا آوردن، از دست رفتن اشتها، و کنفوزیون دیده می‌شوند. عوارض این بیماری شامل این موارد می‌شود: بالارفتن ریسک بیماری قلبی، فشارخون بالا، بیماری استخوان و کم‌خونی.
علت بیماری کلیوی مزمن شامل این موارد است: دیابت، فشار خون بالا، گلومرولونفریت، و بیماری کلیه پلی‌کیستیک. فاکتورهای ریسک شامل تاریخچه بیماری کلیوی مزمن نیز می‌شود. تشخیص با آزمایش خون به منظور اندازه‌گیری تخمینی نرخ فیلتراسیون گلومرولی (eGFR)، و آزمایش ادرار جهت اندازه‌گیری آلبومین می‌باشد. فراصوت یا بافت‌برداری کلیوی نیز ممکن است به منظور تعیین علت اصلی به کار رود. چندین نظام مرحله بندی براساس شدت بیماری نیز در حال استفاده اند.
غربال‌گری افراد در معرض خطر توصیه می‌شود. درمان‌های اولیه ممکن است شامل تجویز دارو جهت پایین آوردن فشار خون، قند خون، و کلسترول باشد. بازدارندگان آنزیم مبدل آنژیوتانسین (ACEIها) یا مسدودکنندگان گیرنده آنژیوتانسین II ‏(ARBها)، معمولاً جزو عوامل خط مقدم برای کنترل فشار خون محسوب می‌گردند، چرا که پیشرفت بیماری کلیوی و ریسک بیماری قبلی را کاهش می‌دهند. از دیورتیک قوس هنله ممکن است جهت کنترل ادم، و در صورت نیاز برای پایین‌تر آوردن فشار خون نیز استفاده شود. از NSAIDها باید اجتناب شود. اقدامات پیش‌گیرانه دیگری شامل فعال ماندن، و برخی تغییرات رژیم غذایی چون رژیم کم-نمک و اندازه مناسب پروتئین مصرفیست. درمان‌های کم‌خونی و بیماری استخوان نیز ممکن است لازم باشند. بیمار شدید برای زنده ماندن نیازمند همودیالیز، دیالیز صفاقی یا پیوند کلیه است.
بیماری کلیوی مزمن در ۲۰۱۶ میلادی، ۷۵۳ نفر را در سراسر جهان تحت تأثیر قرار داد که ازین بین ۴۱۷ میلیون مؤنث و ۳۳۶ میلیون مذکر بودند. همچنین در ۲۰۱۵ موجب مرگ ۱٫۲ میلیون نفر شد، این رقم در ۱۹۹۰ برابر ۴۰۹٬۰۰۰ نفر بود. عللی که به افزایش رقم مرگ و میر (در ۲۰۱۵) منجر شده به سه دسته عمده تقسیم‌بندی می‌شوند: ۵۵۰٬۰۰۰ نفر به علت فشار خون، ۴۱۸٬۰۰۰ نفر به علت دیابت، و ۲۳۸٬۰۰۰ نفر به علت گلومرولونفریت.

## علامات و نشانه‌ها
CKD در ابتدا بدون نشانه بوده و اغلب در غربال‌گری معمول خون، از طریق افزایش کراتینین سرم یا پروتئین درون ادرار آشکار می‌گردد. با کاهش کارایی کلیه، این موارد رخ می‌دهند:
- فشار خون افزایش می‌یابد که علت آن اضافه‌بار مایع و تولید هورمون‌های وازواکتیو تولید شده توسط کلیه از طریق سامانه رنین-آنژیوتانسین است که ریسک توسعه یافتن فشارخون بالا و نارسایی قلب را بیشتر می‌کند.
- اوره تجمع می‌یابد، که منجر به ازوتمی و در نهایت اورمی می‌شود (دامنه نشانه‌ها از لتارژی تا پریکاردیت و انسفالوپاتی متغیر است). اوره به علت غلظت بالای سیستمی، از غدد عرق با غلظت بالا ترشح شده و با تبخیر عرق روی پوست، به صورت بلورهایی در می‌آید (برفک اورمی).
- پتاسیم در خون تجمع می‌یابد (هایپرکالمی، که محدوده نشانه‌های آن شامل بی‌قراری و آریتمی قلبی می‌باشد). هایپرکالمی اغلب تا زمانی که نرخ فیلتراسیون گلومرولی به کمتر از ml/min/1.73m2‏۲۵-‏۲۰ نرسیده باشد، توسعه پیدا نمی‌کند، توانایی کلیه‌ها در این نقطه جهت ترشح پتاسیم کاهش یافته‌است. هایپرکالمی در CKD به دلیل اسیدوز (که منجر به شیفت پتاسیم برون سلولی می‌گردد) و کمبود انسولین تشدید می‌گردد.[۲۰]
- گستره نشانه‌های اضافه‌بار مایع از ادم ملایم تا ادم ریوی کشنده را در بر می‌گیرد.
- هایپرفسفاتمی از دفع ضعیف فسفات در کلیه منجر می‌شود. هایپرفسفاتمی با ایجاد کلسیفیکاسیون عروقی، باعث بالا رفتن ریسک قلبی-عروقی می‌گردد.[۲۱] با کاهش ظرفیت کلیه برای ترشح فسفات، غلظت گردشی فاکتور رشد فیبروبلاستی ۲۳ (FGF-۲۳) افزایش پیدا کرده، که ممکن است به هایپرتروفی بطن چپ و بالا رفتن مرگ و میر در افراد دچار CKD شود.[۲۲][۲۳]
- هیپوکلسمی ناشی از فقدان ۱٬۲۵ دی‌هیدروکسی‌ویتامین D3 (که ناشی از بالا بودن ۲۳-FGF و کم شدن توده کلیوی است)[۲۴] و مقاومت به عمل هورمون پاراتیروئیدی می‌باشد.[۲۵] اوستئوسیت‌ها مسئول افزایش تولید ۲۳-FGF هستند، که بازدارندگان بالقوه‌ای برای آنزیم ۱-آلفا-هیدروکسیلاز (مسئول تبدیل ۲۵-هیدروکسی‌کول‌کلسیفرول به ۱٬۲۵ دی‌هیدروکسی‌ویتامین D3) می‌باشند.[۲۶]
- سپس، با پیشرفت این روند، هایپرپاراتیروئیدی ثانوی، استئودیستروفی کلیه، و کلسیفیکاسیون عروقی شکل می‌گیرد که عملکرد قلبی را دچار اختلال بیشتری می‌کند. یکی از پیامدهای شدیدش، وقوع شرایط نادری به نام کلسیفیلاکسیس است.[۲۷]
- تغییرات در متابولیسم معدنی و استخوانی که ممکن است موجب این موارد گردد: ۱) ناهنجاری‌های متابولیسم کلسیم، فسفر (فسفاتی)، هورمون پاراتیروئید یا ویتامین D گردد؛ ۲) ناهنجاری‌های بازمدلسازی استخوانی و استخوان‌سازی، ناهنجاری‌های حجمی، رشد خطی یا استحکامی استخوان (استئودیستروفی کلیه)؛ و ۳) کلسیفیکاسیون عروقی یا سایر بافت‌های نرم.[۱۰] اختلالات CKD-معدنی و استخوانی همراه با پی‌آمدهای ضعیفیست.[۱۰]
- اسیدوز متابولیکی ممکن است از کم شدن ظرفیت تولید آمونیاک به میزان کافی، از سلول‌های پیچیده نزدیک ناشی گردد.[۲۰] اسیدوز بر روی عملکرد آنزیم‌ها اثر گذاشته و از طریق افزایش هایپرکالمی، موجب افزایش تحریک‌پذیری غشاهای سلول‌های عصبی و قلبی می‌گردد.[۲۸]
- کم‌خونی، به‌خصوص در افراد نیازمند همودیالیز، شایع است. کم‌خونی عامل چندگانه داشته که شامل این موارد اند: افزایش التهاب، کاهش اریتروپوئیتین، و هایپراوریسمی که منجر به سرکوب مغز استخوان می‌گردد.
- در مراحل بعدی، ممکن است کاشکسی توسعه یافته و منجر به کاهش وزن ناخواسته، از دست رفتن عضلات، ضعف و بی‌اشتهایی گردد.[۲۹]
- ناکارآمدی جنسی در هردوی مردان و زنان مبتلا به CKD بسیار شایع است. اغلب مردان دچار رانش جنسی، اختلال نعوظی، اختلال در رسیدن به ارگاسم بوده که این مشکلات با افزایش سن بدتر می‌شوند. اغلب زنان مشکل برانگیختگی جنسی و قاعدگی دردناک داشته و مشکلات مربوط به لذت جنسی در آنان شایع است.[۳۰]
- پیشرفت تصلب شرایین به همراه بیماری قلبی-عروقی ناشی از آن، در افرادی که CKD دارند محتمل تر است، اثری که مسمومیت اورمی، دست کم تا حدی در آن دخیل است.[۳۱] افرادی که هم CKD و هم بیماری قلبی-عروقی دارند، دچار پیش‌آگهی بدتری نسبت به کسانی اند که صرفاً بیماری قلبی-عروقی دارند.[۳۲]